# Sofía Álvarez (actriz nacida en 1913)
Carmen Sofía Álvarez Caicedo (Bogotá, 23 de mayo de 1912-Ciudad de México, 30 de abril de 1985), conocida como Sofía Álvarez, fue una actriz y cantante colombiana. Como intérprete, se especializó en el género de música ranchera y mariachi. 

## Biografía y carrera

### Primeros años
Nacida en Colombia, se trasladó con su familia a México en 1928. 

### Trayectoria actoral
Su debut en el cine fue con una parte menor, en el papel de una prostituta, en Santa (1930), la primera película sonora del cine mexicano. Conocida popularmente como la señora de las trenzas, durante la década de 1930 como actriz y cantante gozó de larga popularidad; interpretó pequeños papeles, en diferentes películas cinematográficas. Sucesivamente actuó con Mario Moreno (Cantinflas) en Ahí está el detalle (1940), para tener una parte más destacada en México de mis recuerdos y lograr fama estelar con las películas musicales Si me han de matar mañana, La barca de oro y Soy charro de Rancho Grande, junto a Pedro Infante.
En 1950 dejó el cine para seguir como cantante de radio. Regresó al cine entre 1957 y 1966, cuando se retiró definitivamente de las escenas. 

## Muerte
El 30 de abril de 1985, Álvarez falleció en Ciudad de México a los 72 años de edad. Sus restos fueron  sepultados en un mausoleo dentro de la parcela de la Asociación Nacional de Actores (ANDA) del Panteón Jardín, ubicado en la misma ciudad.

## Filmografía
- Un ángel de la calle (1966)
- Los dos cuatreros (1965)
- El gángster (1965)
- Tres muchachas de Jalisco (1964)
- A tiro limpio (1958)
- La ley del más rápido (1958)
- El puma (1958)
- A media luz los tres (1957)
- Sentenciado a muerte (1950)
- Un corazón en el ruedo (La dama torera) (1949)
- Un grito en la noche (1949)
- Ángeles de arrabal (1949)
- La hermana impura (1947)
- Soy charro de Rancho Grande (1947)
- La barca de oro (1947)
- La niña de mis ojos (1946)
- Si me han de matar mañana (1946)
- Los maderos de San Juan (1946)
- Lágrimas de sangre (1946)
- La reina de la opereta (1945)
- Diario de una mujer (1944)
- México de mis recuerdos (1943)
- El sombrero de tres picos (El amor de las casadas) (1943)
- Flor de fango (1941)
- Ahí está el detalle (1940)
- Carne de cabaret (Rosa la Terciopelo) (1939)
- Martín Garatuza (1935)
- Revolución (1933)
- Una vida por otra (1932)
- Santa (1931)